# العلاقات الجزائرية الغينية
العلاقات الجزائرية الغينية هي العلاقات الثنائية التي تجمع بين الجزائر وغينيا.

## مقارنة بين البلدين
هذه مقارنة عامة ومرجعية للدولتين:
| وجه المقارنة                                              | الجزائر                      | غينيا       |
| --------------------------------------------------------- | ---------------------------- | ----------- |
| المساحة (كم2)                                             | 2.38 مليون                   | 245.86 ألف  |
| عدد السكان (نسمة)                                         | 38.81 مليون                  | 12.72 مليون |
| الكثافة السكانية (ن./كم²)                                 | 16.31                        | 51.74       |
| العاصمة                                                   | الجزائر                      | كوناكري     |
| اللغة الرسمية                                             | اللغة العربية، لغات أمازيغية | لغة فرنسية  |
| العملة                                                    | دينار جزائري                 | فرنك غيني   |
| الناتج المحلي الإجمالي (بليون دولار)                      | 170.37 مليار                 | 10.50 مليار |
| الناتج المحلي الإجمالي (تعادل القوة الشرائية) بليون دولار | 582.63 مليار                 | 15.24 مليار |
| الناتج المحلي الإجمالي الاسمي للفرد دولار أمريكي          | 4.21 ألف                     | 531         |
| الناتج المحلي الإجمالي للفرد دولار أمريكي                 | 14.19 ألف                    | 1.22 ألف    |
| مؤشر التنمية البشرية                                      | 0.745                        | 0.411       |
| رمز المكالمات الدولي                                      | +213                         | +224        |
| رمز الإنترنت                                              | .dz                          | .gn         |
| المنطقة الزمنية                                           | ت ع م+01:00                  | 00          |

## منظمات دولية مشتركة
يشترك البلدان في عضوية مجموعة من المنظمات الدولية، منها:
| علم المنظمة | اسم المنظمة                               | تاريخ انضمام الجزائر | تاريخ انضمام غينيا |
| ----------- | ----------------------------------------- | -------------------- | ------------------ |
|             | مؤسسة التنمية الدولية                     | 26 سبتمبر 1963       | 26 سبتمبر 1969     |
|             | يونسكو                                    | 15 أكتوبر 1962       | 2 فبراير 1960      |
|             | وكالة ضمان الاستثمار متعدد الأطراف        | 4 يونيو 1996         | 5 أكتوبر 1995      |
|             | الأمم المتحدة                             | 8 أكتوبر 1962        | 12 ديسمبر 1958     |
|             | الفريق المعني برصد الأرض                  | 2005                 | ?                  |
|             | الاتحاد البريدي العالمي                   | ?                    | ?                  |
|             | البنك الدولي للإنشاء والتعمير             | 26 سبتمبر 1963       | 28 سبتمبر 1963     |
|             | منظمة التعاون الإسلامي                    | ?                    | ?                  |
|             | منظمة حظر الأسلحة الكيميائية              | ?                    | ?                  |
|             | مؤسسة التمويل الدولية                     | 23 سبتمبر 1990       | 22 أكتوبر 1982     |
|             | المركز الدولي لتسوية المنازعات الاستشارية | 22 مارس 1996         | 4 ديسمبر 1968      |
|             | منظمة التجارة العالمية                    | ?                    | 25 أكتوبر 1995     |
|             | منظمة الشرطة الجنائية الدولية             | ?                    | ?                  |
|             | الاتحاد الأفريقي                          | 25 مايو 1963         | 1963               |
|             | البنك الإفريقي للتنمية                    | ?                    | ?                  |

## وصلات خارجية
- موقع وزارة الخارجية الجزائرية